# U-Bahnhof Alt-Mariendorf

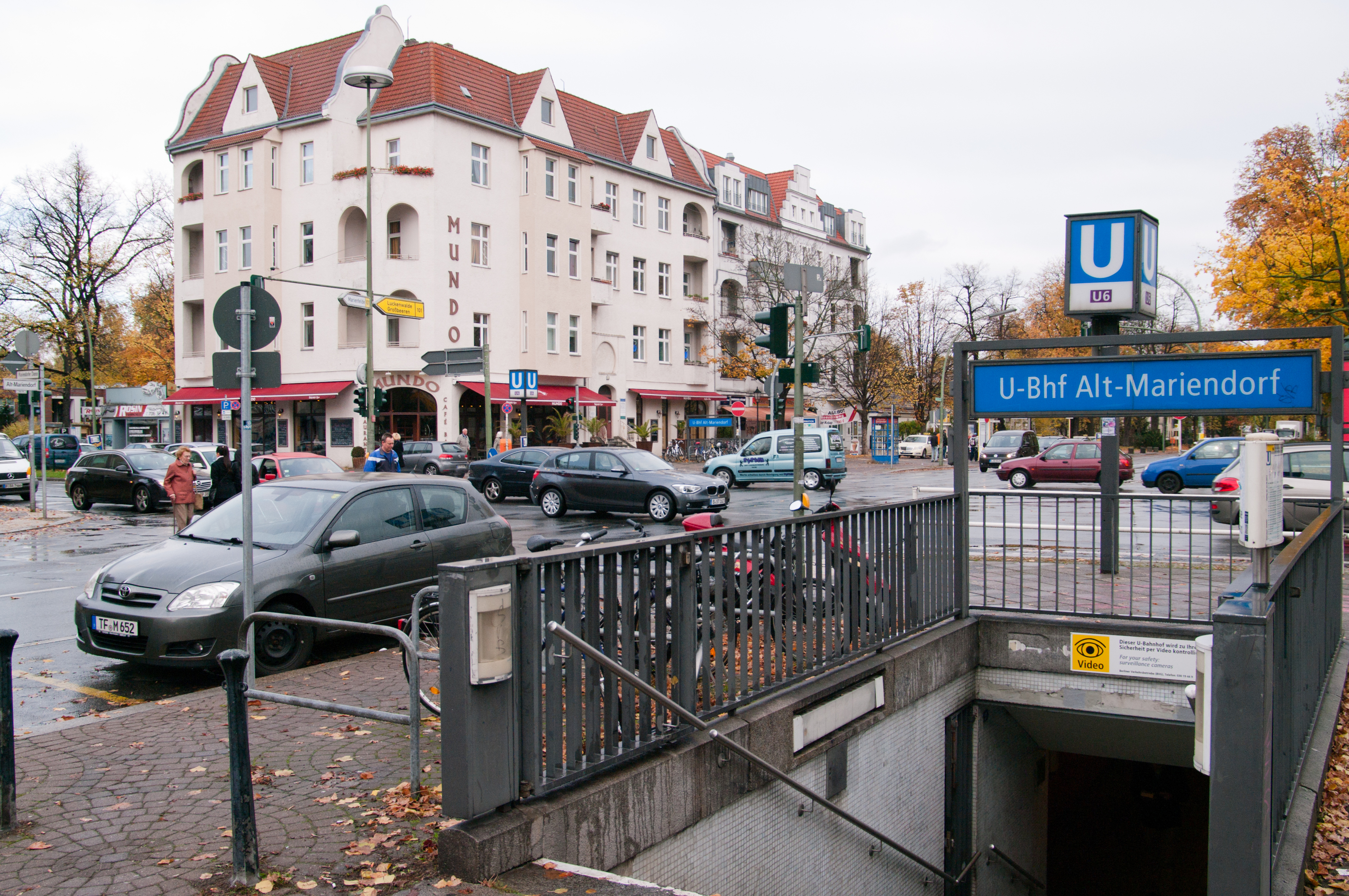
Bahnhofseingang in der Straße Alt-Mariendorf, 2012

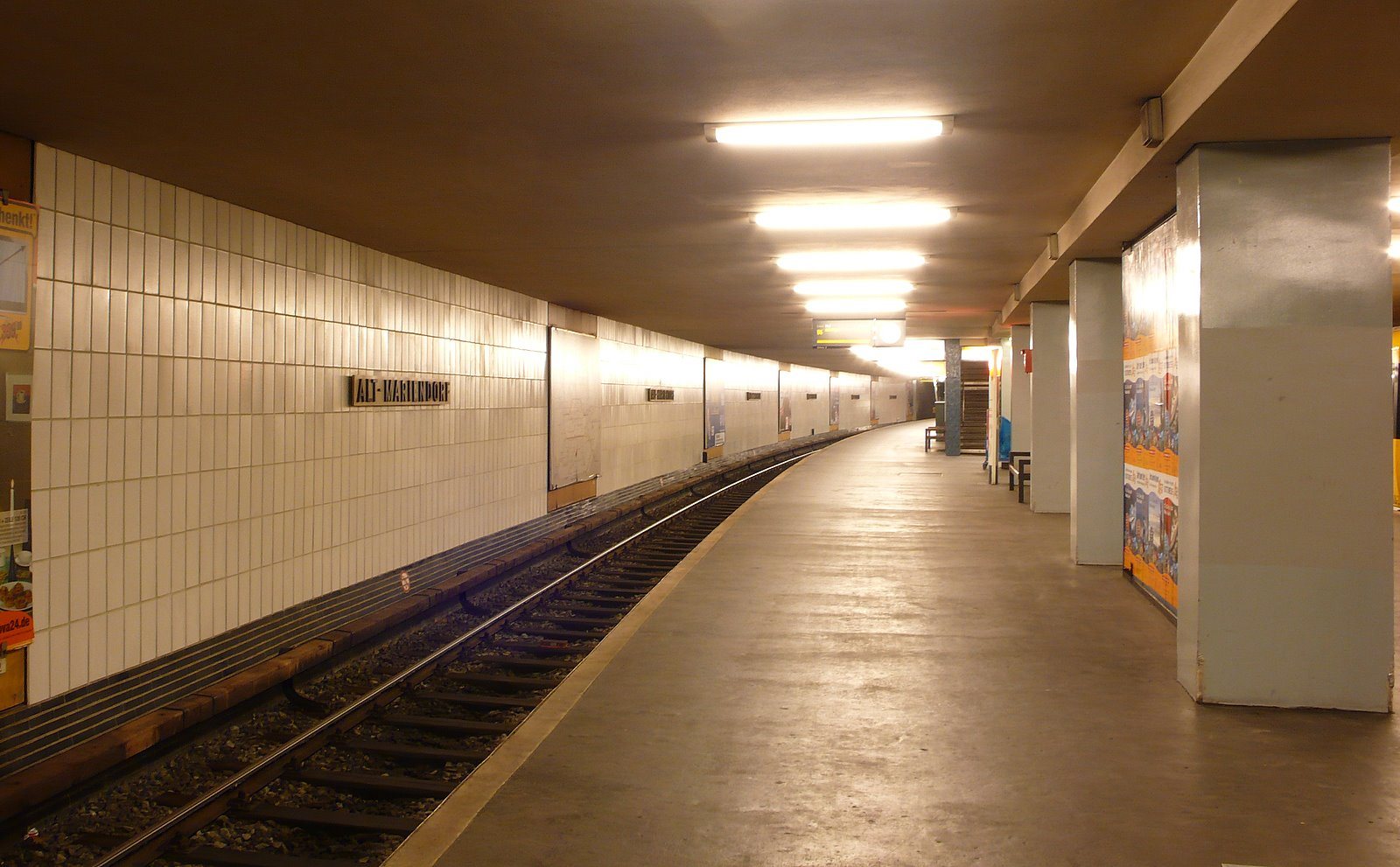
Bahnsteig Alt-Mariendorf, 2007

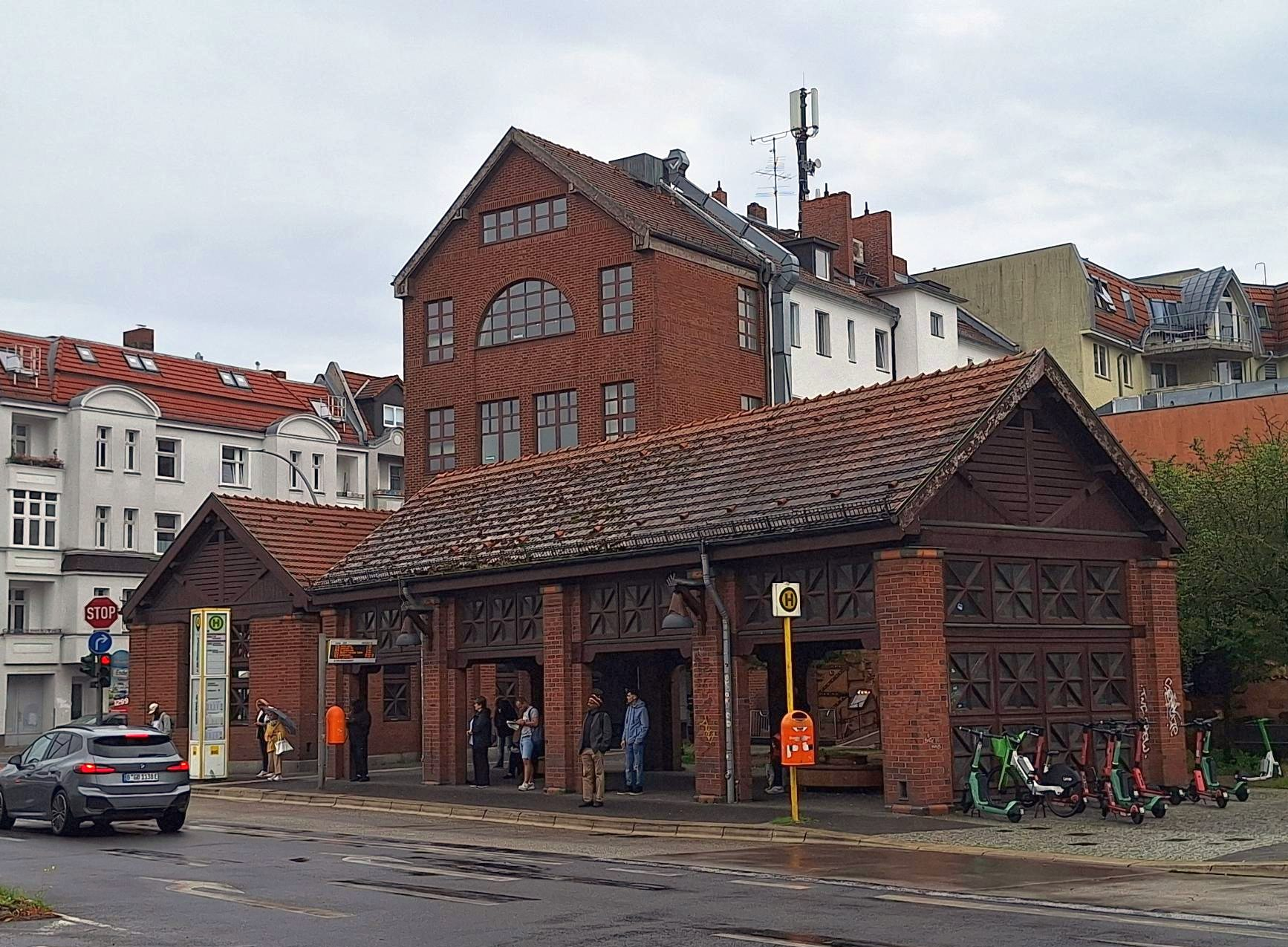
Wartehalle für den Busverkehr Richtung Lichtenrade, 2025

Der U-Bahnhof Alt-Mariendorf liegt im Berliner Ortsteil Mariendorf des Bezirks Tempelhof-Schöneberg. Er ist sowohl der südliche Endbahnhof der U-Bahn-Linie U6 an der Kreuzung der Reißeck- bzw. Friedenstraße und der Straße Alt-Mariendorf mit dem Mariendorfer Damm als auch für den öffentlichen Personennahverkehr ein bedeutender Verkehrsknotenpunkt.
Der Bahnhof verfügt über einen Mittelbahnsteig in anderthalbfacher Tieflage mit zwei Ausgängen, der nördliche auf Höhe der Bahnsteigmitte. Die Ausgänge führen zu zwei getrennten Zwischenebenen. Auf der südlichen Zwischenebene befinden sich drei kleinere Geschäfte. Der U-Bahnhof verfügt über je einen Aufzug zwischen Bahnsteig und südlicher Zwischenebene sowie Straße und ist somit barrierefrei. Die Gestaltung des Bahnhofs übernahm Rainer G. Rümmler. Die Wände sind mit großen weißen Keramikfliesen versehen, während die Mittelstützen mit Naturstein verkleidet wurden. Auffällig sind die kräftigen dunkelblauen und roten Farbtöne, sowohl in der Vorhalle als auch an den Treppenaufgängen. Die Eröffnung fand am 28. Februar 1966 im Zuge der Verlängerung der damaligen Linie CII von Tempelhof (Südring) nach Alt-Mariendorf statt. Am Tag danach wurde die Linienbezeichnung in Linie 6 geändert (ab 1984: Linie U6).
Südlich der beiden Bahnsteiggleise befindet sich eine Kehranlage mit drei Gleisen. Zusätzlich befindet sich nördlich der Bahnsteiggleise eine doppelte Gleisverbindung. Damit ist die Einfahrt und Abfahrt von beiden Bahnsteiggleisen möglich. Eine Verlängerung der Linie über Alt-Mariendorf hinaus ist nicht geplant.
Am südwestlichen Ausgang, der zu den in Richtung Lichtenrade fahrenden Buslinien führt, wurde 1984 eine große Wartehalle in Anlehnung an eine ländliche Schmiede errichtet.
Ende 2018 wurde der Bahnhof zusammen mit zwölf weiteren Stationen als Zeitzeuge für den West-Berliner U-Bahn-Bau der 1960er und 1970er Jahre unter Denkmalschutz gestellt.

## Anbindung
| Linie | Verlauf |
| ----- | --- |
|       | Alt-Tegel – Borsigwerke – Holzhauser Straße – Otisstraße – Scharnweberstraße – Kurt-Schumacher-Platz – Afrikanische Straße – Rehberge – Seestraße – Leopoldplatz – Wedding – Reinickendorfer Straße – Schwartzkopffstraße – Naturkundemuseum – Oranienburger Tor – Friedrichstraße – Unter den Linden – Stadtmitte – Kochstraße – Hallesches Tor – Mehringdamm – Platz der Luftbrücke – Paradestraße – Tempelhof – Alt-Tempelhof – Kaiserin-Augusta-Straße – Ullsteinstraße – Westphalweg – Alt-Mariendorf |

Am U-Bahnhof bestehen Umsteigemöglichkeiten von der Linie U6 zu folgenden Omnibuslinien der BVG:
- ExpressBuslinien
  - X71 U-Bahnhof Alt-Mariendorf – Flughafen BER
  - X76 U-Bahnhof Alt-Mariendorf – Lichtenrade, Nahariyastraße
- MetroBuslinien
  - M76 U Walther-Schreiber-Platz – U Alt-Mariendorf – S Lichtenrade
  - M77 Marienfelde, Waldsassener Straße – U Alt-Mariendorf
- Normale Buslinien
  - 179 Mariendorf, Forddamm – Buckow, Gerlinger Straße
  - 181 U Walther-Schreiber-Platz – U Alt-Mariendorf – Britz, Kielingerstraße
  - 277 S+U Hermannstraße – U Alt-Mariendorf – Marienfelde, Stadtrandsiedlung
- Nachtbuslinien
  - N6 Tegel, An der Mühle – U Alt-Mariendorf (nur in den Nächten So/Mo bis Do/Fr)
  - N77 S Plänterwald – U Alt-Mariendorf